# Chybie Mnich
Chybie Mnich – przystanek kolejowy w Mnichu, w województwie śląskim, w Polsce. Znajduje się na wysokości 260 m n.p.m..

## Historia
Przystanek z nawierzchnią bitumiczną został otwarty na początku października 1977 roku. Został wybudowany w czynie społecznym przy udziale miejscowych zakładów oraz instytucji. Planowane było wybudowanie poczekalni i kasy biletowej. Ostatecznie zainstalowana została jedynie wiata przystankowa. W kwietniu 2020 roku została przeprowadzona rozbiórka peronu w ramach rewitalizacji linii kolejowej. Natomiast w maju została zainaugurowana budowa nowego peronu. W sierpniu 2020 roku zakończono prace budowlane. W listopadzie 2020 roku udostępniono nowy peron przystanku oraz została zainstalowana nowa infrastruktura dla podróżnych. Blaszana wiata przystankowa została zlikwidowana. Przy peronie na ulicy Topolowej zbudowano samoczynny system przejazdowy. 

## Ruch pasażerski
| Rok  | Wymiana pasażerska na dobę |
| ---- | -------------------------- |
| 2017 | 50-99                      |
| 2022 | 100-149                    |